# Open GDF Suez
Open GDF Suez, tidigare Open Gaz de France, är en tennisturnering som spelas varje år sedan 1993 i Paris, Frankrike. Turneringen ingår i kategorin Premier på WTA-touren och den spelas inomhus på hardcourt.

## Resultat

### Singel
| År   | Mästare              | Finalist             | Resultat         |
| ---- | -------------------- | -------------------- | ---------------- |
| 1993 | Martina Navrátilová  | Monica Seles         | 6–3, 4–6, 7–6    |
| 1994 | Martina Navrátilová  | Julie Halard-Decugis | 7–5, 6–3         |
| 1995 | Steffi Graf          | Mary Pierce          | 6–2, 6–2         |
| 1996 | Julie Halard-Decugis | Iva Majoli           | 7–5, 7–6(4)      |
| 1997 | Martina Hingis       | Anke Huber           | 6–3, 3–6, 6–3    |
| 1998 | Mary Pierce          | Dominique van Roost  | 6–3, 7–5         |
| 1999 | Serena Williams      | Amélie Mauresmo      | 6–2, 3–6, 7–6(4) |
| 2000 | Nathalie Tauziat     | Serena Williams      | 7–5, 6–2         |
| 2001 | Amélie Mauresmo      | Anke Huber           | 7–6(2), 6–1      |
| 2002 | Venus Williams       | Jelena Dokić         | w/o              |
| 2003 | Serena Williams      | Amélie Mauresmo      | 6–3, 6–2         |
| 2004 | Kim Clijsters        | Mary Pierce          | 6–2, 6–1         |
| 2005 | Dinara Safina        | Amélie Mauresmo      | 6–4, 2–6, 6–3    |
| 2006 | Amélie Mauresmo      | Mary Pierce          | 6–1, 7–6(2)      |
| 2007 | Nadia Petrova        | Lucie Šafářová       | 4–6, 6–1, 6–4    |
| 2008 | Anna Tjakvetadze     | Ágnes Szávay         | 6–3, 2–6, 6–2    |
| 2009 | Amélie Mauresmo      | Jelena Dementieva    | 7–6(7), 2–6, 6–4 |
| 2010 | Jelena Dementieva    | Lucie Šafářová       | 6–7(5), 6–1, 6–4 |

### Dubbel
| År   | Mästare                                     | Finalister                                | Resultat         |
| ---- | ------------------------------------------- | ----------------------------------------- | ---------------- |
| 1993 | Jana Novotná / Andrea Strnadová             | Jo Durie / Catherine Suire                | 7–6, 6–2         |
| 1994 | Sabine Appelmans / Laurence Courtois        | Mary Pierce / Andrea Temesvári            | 6–4, 6–4         |
| 1995 | Meredith McGrath / Larisa Neiland           | Manon Bollegraf / Rennae Stubbs           | 6–4, 6–1         |
| 1996 | Kristie Boogert / Jana Novotná              | Julie Halard-Decugis / Nathalie Tauziat   | 6–4, 6–3         |
| 1997 | Martina Hingis / Jana Novotná               | Alexandra Fusai / Rita Grande             | 6–1, 6–2         |
| 1998 | Sabine Appelmans / Miriam Oremans           | Anna Kournikova / Larisa Neiland          | 1–6, 6–3, 7–6    |
| 1999 | Irina Spîrlea / Caroline Vis                | Jelena Lichovtseva / Ai Sugiyama          | 7–5, 3–6, 6–3    |
| 2000 | Julie Halard-Decugis / Sandrine Testud      | Émilie Loit / Åsa Svensson                | 3–6, 6–3, 6–4    |
| 2001 | Iva Majoli / Virginie Razzano               | Kimberly Po / Nathalie Tauziat            | 6–3, 7–5         |
| 2002 | Nathalie Dechy / Meilen Tu                  | Jelena Dementieva / Janette Husárová      | walk over        |
| 2003 | Barbara Schett / Patty Schnyder             | Marion Bartoli / Stéphanie Cohen-Aloro    | 2–6, 6–2, 7–6(5) |
| 2004 | Barbara Schett / Patty Schnyder             | Silvia Farina Elia / Francesca Schiavone  | 6–3, 6–2         |
| 2005 | Iveta Benešová / Květa Peschke              | Anabel Medina Garrigues / Dinara Safina   | 6–2, 2–6, 6–2    |
| 2006 | Émilie Loit / Květa Peschke                 | Cara Black / Rennae Stubbs                | 7–6(5), 6–4      |
| 2007 | Cara Black / Liezel Huber                   | Gabriela Navrátilová / Vladimíra Uhlířová | 6–2, 6–0         |
| 2008 | Alona Bondarenko / Kateryna Bondarenko      | Eva Hrdinová / Vladimíra Uhlířová         | 6–1, 6–4         |
| 2009 | Cara Black / Liezel Huber                   | Květa Peschke / Lisa Raymond              | 6–4, 3–6, 10–4   |
| 2010 | Iveta Benešová / Barbora Zahlávová-Strýcová | Cara Black / Liezel Huber                 | walk over        |